# Letcher County
Letcher County is een county in de Amerikaanse staat Kentucky.
De county heeft een landoppervlakte van 878 km² en telt 25.277 inwoners (volkstelling 2000). De hoofdplaats is Whitesburg.

## Bevolkingsontwikkeling

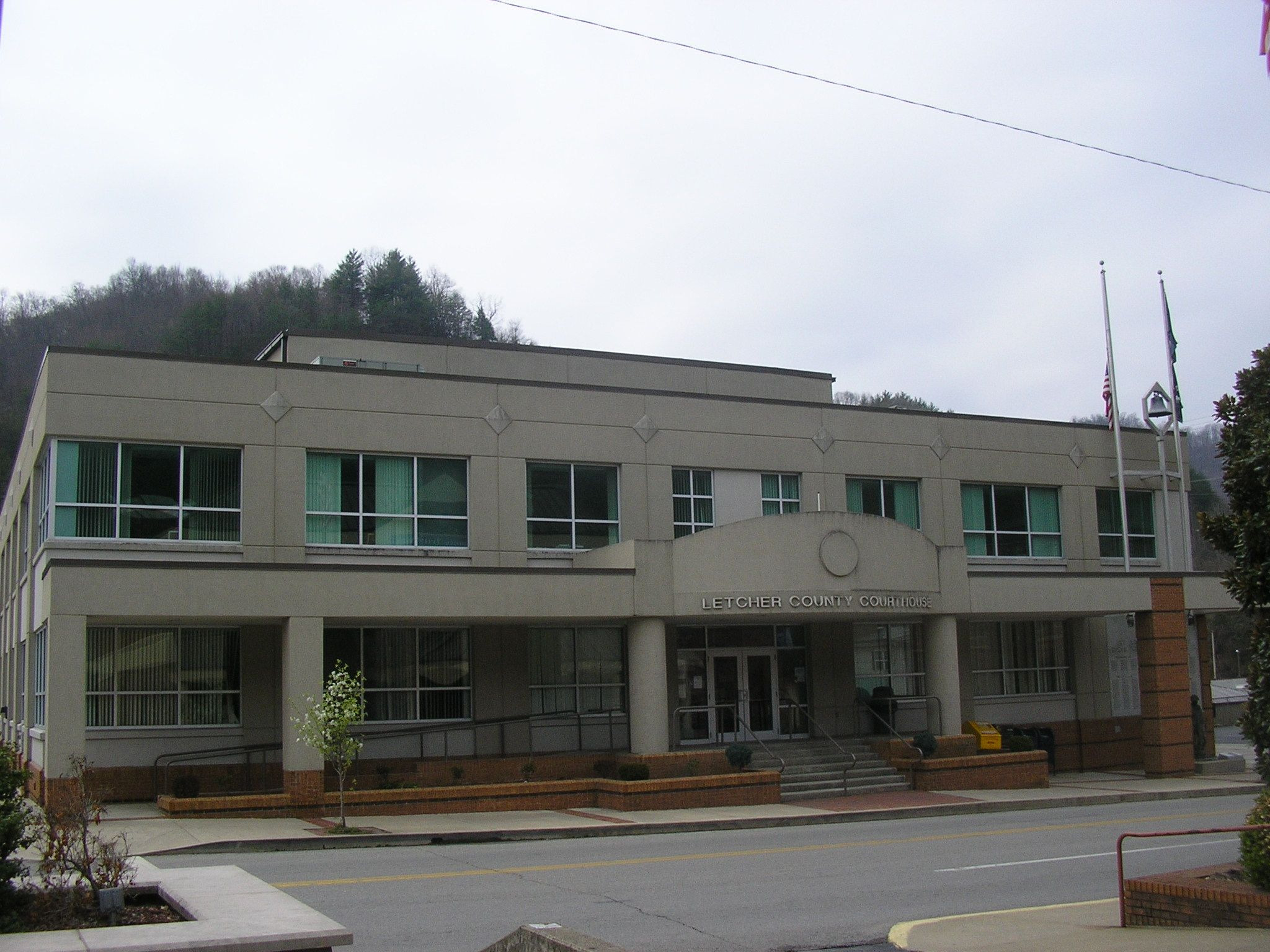
Letcher County Courthouse